# ایلدو مانیرو
ایلدو مانیرو (اسپانیایی: Ildo Maneiro‎؛ زادهٔ ۴ اوت ۱۹۴۷) بازیکن و مربی فوتبال اهل اروگوئه بود.
از باشگاه‌هایی که در آن بازی کرده‌است می‌توان به باشگاه فوتبال ناسیونال (اروگوئه)، باشگاه فوتبال المپیک لیون، و باشگاه فوتبال پنیارول اشاره کرد.
وی همچنین در تیم ملی فوتبال اروگوئه بازی کرده‌است.